# Академічна спеціальність
Академічна спеціальність — навчальна дисципліна, за якою студент бакалаврату офіційно бере на себе зобов'язання. Студент, який успішно завершує всі курси, необхідні для спеціальності, має право на ступінь бакалавра. Термін академічна спеціальність також іноді використовується для позначення академічної дисципліни, яку вивчає студент магістратури або аспірант.
Академічна спеціальність зазвичай передбачає завершення поєднання обов'язкових і факультативних курсів. Свобода, яку має студент у виборі курсів, залежить від програми. Академічна спеціальність, як правило, керується вибраним викладачем навчального закладу. Спеціальність, якою керує більше ніж один академічний факультет, називається міждисциплінарною спеціальністю. У деяких випадках студентам може бути дозволено розробити власну спеціальність за умови схвалення викладачів.
Описане щодо академічної спеціальності стосується, в першу чергу, вищої освіти в Канаді та США.
У Сполучених Штатах від студентів зазвичай не вимагається обирати основну дисципліну під час першого вступу до бакалаврату. Але більшість коледжів і університетів вимагають, щоб усі студенти проходили загальну базову навчальну програму з гуманітарних наук. Зазвичай від студентів вимагається взяти зобов'язання щодо вибору своєї спеціалізації (Академічна спеціальність) не пізніше кінця другого навчального року, а деякі школи навіть забороняють студентам оголошувати спеціальність до цього часу. Кажуть, що студент, який заявляє дві академічні спеціальності, має подвійну спеціальність.
Багато коледжів також дозволяють студентам оголосити другорядну галузь, другорядну дисципліну, у якій вони також відвідують значну кількість класів, але не так багато, як було б необхідно для завершення основної дисципліни.
Академічна спеціальність, на яку претендує більше студентів, ніж вища школа може вмістити, класичний приклад перевищення попиту над пропозицією. Коли це відбувається, змінюють (ускладнюють) стандарти вступу на таку спеціальність.